# Hymenodiscus exilis
Hymenodiscus exilis är en sjöstjärneart som först beskrevs av Fisher 1905.  Hymenodiscus exilis ingår i släktet Hymenodiscus och familjen Brisingidae. Inga underarter finns listade i Catalogue of Life.